# Tiefengrün
Tiefengrün ist ein Gemeindeteil der Gemeinde Berg im Landkreis Hof (Oberfranken, Bayern).

## Lage
Das Dorf befindet sich 3 km nordöstlich von Berg inmitten landwirtschaftlicher Nutzfläche. Der Schießbach, ein Zufluss der Saale, passiert den Ort im Süden. Die Gemarkung des Ortes liegt in der kupierten hügeligen Übergangszone vom Frankenwald zum Fichtelgebirge.
Die Staatsstraße 2198 verbindet Tiefengrün mit Hirschberg/Saale (über Untertiefengrün) und Schnarchenreuth. Über die Kreisstraße HO 11 besteht Anschluss an die Bundesautobahn 9 (AS 30 'Rudolphstein') und den Ort Rudolphstein.

## Geschichte
Die erste urkundliche Erwähnung des Ortes stammt von 1302.
1978 wurde Tiefengrün in die Gemeinde Berg eingegliedert.

## Baudenkmäler
Ein Vierseithof aus dem Jahr 1862 steht unter Denkmalschutz.